# أنيمال بلانت
أنيمال بلانت هي قناة أمريكية أطلقت في يونيو عام 1996، وتتبع فريق ديسكفري كوميونيكيشنز (والذي يتبع أيضا قناة دسكوفري، ذي لرنينق شانال، وقنوات أخرى)، إضافة إلى قناة بي بي سي. اختصت هذه القناة في بث برامج وثائقية مركزة على العلاقة بين الإنسان والحيوان. إضافة إلى أنها تتوفر بتقنية البث المرئي فائق الجودة.
تنتشر القناة الآن في جميع أنحاء الولايات المتحدة وفي أكثر من سبعين بلدا حول العالم، بعض البلدان لديها محطة خاصة مثل كندا والهند وغيرها.
وهي الآن على اقمار كثيرة مثل النيل سات -الثور -الهوت بيرد-الاسترا-....الخ 
وقد لقيت هذه الأخيرة رواجا كبيرا في التلفزيون حيث انها من أكبر قنوات الحيونات على الإطلاق 

## وصلات خارجية
- موقع القناة(بالفرنسية)